# Vilanova de la Barca
Vilanova de la Barca – gmina w Hiszpanii, w prowincji Lleida, w Katalonii, o powierzchni 21,39 km². W 2011 roku gmina liczyła 1160 mieszkańców.